# 레너드 테스타롯사
레너드 테스타롯사(Leonard Testarossa, レナード テスタロッサ)은 가토우 쇼우지의 소설 《풀 메탈 패닉!》에 등장하는 등장 인물이다. 성우는 나미카와 다이스케.

## 프로필
테레사 테스타롯사의 친오빠로 현재는 행방불명.